# Polycephalomyces ramosus
Polycephalomyces ramosus är en svampart som först beskrevs av Peck, och fick sitt nu gällande namn av Mains 1948. Polycephalomyces ramosus ingår i släktet Polycephalomyces och familjen Ophiocordycipitaceae.  Arten är reproducerande i Sverige. Inga underarter finns listade i Catalogue of Life.